# Referéndum constitucional de Kirguistán de abril de 2021
El segundo referéndum constitucional de Kirguistán de 2021 tuvo lugar el domingo 11 de abril. Su propósito fue consultar acerca de la aprobación de una nueva constitución que daría el paso a un régimen presidencial en el país.

## Trasfondo

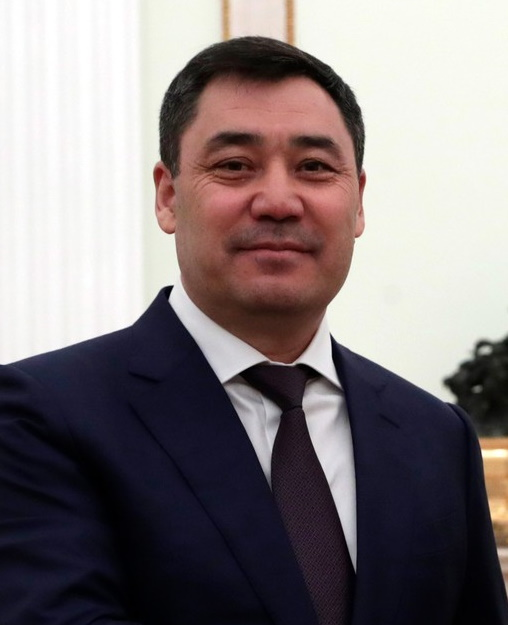
Sadyr Zhaparov en 2021

El referéndum siguió a la elección del presidente Sadyr Zhaparov, realizada junto a un anterior referéndum el 10 de enero de 2021; elecciones que fueron desencadenadas por la renuncia del anterior presidente Sooronbay Jeenbekov, en medio de protestas originadas por las elecciones parlamentarias de 2020. Los resultados colocaron a Zhaparov como vencedor con más del 79 % de los votos, al mismo tiempo, el referéndum mostró la preferencia por un régimen presidencialista, en lugar del parlamentarismo hoy existente en el país.
Las reformas consisten en aumentar en gran medida los poderes del Presidente, otorgándole el poder ejecutivo, antes investido en el Primer Ministro y posibilitan su reelección, con un mandato máximo de dos periodos de cinco años. En cuanto al legislativo, reduce la cantidad de escaños del Consejo Supremo de 120 a 90 y propone la creación de la Kurultai (del mongol), una segunda cámara no electa, dependiente de la presidencia, además del establecimiento de una Corte Constitucional.

## Resultado
La opción a favor resultó favorecida con un total de 1,026,917 votos, equivalentes a un 79.31% de los votos emitidos, aunque con una participación de tan solo 35.9%.